# Leia leucocera
Leia leucocera är en tvåvingeart som beskrevs av Edwards 1933. Leia leucocera ingår i släktet Leia och familjen svampmyggor. Inga underarter finns listade i Catalogue of Life.